# Boros Lajos (festő)
Boros Lajos, névváltozat: Boross Román Lajos (Máramarossziget, 1928. november 11. – Wiesbaden, 2011. május 18.) magyar festőművész.

## Munkássága
Az 1950-es években a kolozsvári Ion Andreescu Képzőművészeti Intézet grafika szakán végezte művészeti tanulmányait, valamint művészettörténetet, pedagógiát, lélektant és filozófiát is hallgatott. 1953-ban feleségül vette egyetemi kolléganőjét, Jakab Anna festőnőt. Bácsfaluban (Brassó megye) telepedtek le, majd Boros megismerte Mattis Teutsch Jánost, akinek művészete jelentős hatást gyakorolt rá, mesterének tekintette. Az ő tanácsára kezdett foglalkozni a kompozíciótan és az ikonfestészet tanulmányozásával. Az 1960-as években a Román Képzőművész Szövetség brassói fiókjának elnöke volt. 1970-ben a németországi Wiesbadenben telepedett le, ahol menedékjogot kért, és alkotói munkája mellett tanárként is dolgozott. 1965-ben kezdett el foglalkozni az őskompozíciós elmélettel, majd 1971-ben alkotta meg első, kezdetleges őskompozíciós képeit.